# Jacek Świątkiewicz
Jacek Świątkiewicz (ur. 10 kwietnia 1962) – polski lekarz ortopeda, przedsiębiorca i urzędnik państwowy, doktor nauk medycznych, w lipcu 2004 podsekretarz stanu w Ministerstwie Zdrowia.

## Życiorys
W 1987 ukończył studia medyczne na Wydziale Lekarskim w Zabrzu Śląskiej Akademii Medycznej. Uzyskał specjalizację pierwszego (1990) i drugiego (1996) stopnia z ortopedii. W 1996 obronił pracę doktorską w Akademii Medycznej w Bydgoszczy. Odbył także studia podyplomowe: z technik mikrochirurgicznych we Wrocławiu (1990), ortopedii operacyjnej w Norymberdze (1993), medycyny opartej na dowodach naukowych w Toronto (2000), szkolenie kadry kierowniczej w ramach projektu Hope (2001) oraz z przekształcania szpitala w spółkę prawa handlowego (2001). W 1999 zdał egzamin dla kandydatów na członków rad nadzorczych spółek Skarbu Państwa, w 2004 zdobył tytuł Master of Business Administration w Wyższej Szkole Przedsiębiorczości i Zarządzania im. Leona Koźmińskiego w Warszawie.
Od 1987 do 1995 pracował w Klinice Ortopedii Bydgoskiej AM jako asystent-stażysta i asystent. W latach 1995–2000 przewodniczył Radzie Nadzorczej CONTACT S.A. w Bydgoszczy. Został następnie dyrektorem szpitala powiatowego w Więcborku, piastując funkcję od 2000 do 2004 jako dyrektor i następnie od 2001 szef prowadzącej szpital spółki. W czasie jego urzędowania fikcyjnie przyjmowano chorych do szpitala w celu wyłudzenia dofinansowania, co miało doprowadzić do bankructwa jednostki. Był też szefem rady nadzorczej sieci aptek Bonus; miał także dopuścić się wypisywania fałszywych recept w celu wyłudzenia świadczeń. 9 lipca 2004 mianowany na stanowisko podsekretarza stanu w Ministerstwie Zdrowia, odpowiedzialnego za politykę lekową (przebywał wówczas na urlopie w Chorwacji, dlatego nominację miał odebrać 27 lipca). 13 lipca zrezygnował wskutek krytycznych opinii o nominacji ze strony mediów i opozycji, a prokuratura okręgowa wznowiła śledztwo w sprawie jego nadużyć. Później powrócił do kierowania więcborskim szpitalem; został także współwłaścicielem firmy konsultingowej i zasiadł w radzie nadzorczej centrum leczenia osteoporozy w Bydgoszczy, a także został koordynatorem ds. restrukturyzacji szpitala w Szubinie.